# Selwood
Selwood est un village du Somerset dans la banlieue de Frome, dans le district de Mendip en Angleterre.

## Histoire
L'origine du village est la colline fortifiée de l'âge du fer de Roddenbury Hillfort qui est de nos jours un Scheduled monument.
Le village est connu pour l'ancienne forêt de Selwood. Entre le VIIIe et le début du XIe siècle, Selwood était une frontière importante entre l'est et l'ouest du Wessex, et en 705, l'évêché de Sherborn est établi dans l'ouest de Selwood.